# 英格兰安立甘宗全教会信托基金
英格兰安立甘宗全教会信托基金（[Allchurches Trust] 错误：{{Langx}}：拉丁字母轉寫第 1 個字元「英」不是拉丁字母。（帮助））是在英国注册的一个慈善机构，总部在格洛斯特，1972年以作为大型保险公司-教会保险公司的受益方接收其利润。它附属于英格兰教会。其目的是促进基督教的发展并为布施活动提供资金。